# Kanteletar

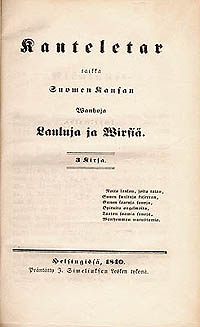
Kanteletar taikka Suomen Kansan Wanhoja Lauluja ja Wirsiä

El Kanteletar es una colección de poesía folclórica finlandesa compilada por Elias Lönnrot. Está considerado una colección de hermano del poema épico finés Kalevala. Los poemas del Kanteletar están basados en el tetrámetro trocaico, generalmente llamados "métrica del Kalevala".
El nombre consta de la palabra de base kantele (un instrumento finés parecido a la cítara) y el morfema femenino -tar y puede ser aproximadamente interpretado como "diosa del kantele" o "hija de la cítara", una clase de musa.

## Historia
El Kanteletar fue publicado en 1840 bajo el nombre Kanteletar taikka Suomen Kansan Wanhoja Lauluja ja Wirsiä ("Kanteletar o Viejas Canciones e Himnos del Pueblo Finés"). Lönnrot comenzó la colección en sus viajes en 1838 después de conocer al cantante de runos Mateli Kuivalatar en los bancos del lago Koitere. Los poemas cantados por Kuivalatar fueron registrados en las notas de  Lönnrot.
El Kanteletar consta de tres libros. El primer libro incluye 238 poemas qué Lönnrot nombró Yhteisiä Lauluja o "Canciones Comunes". Estas canciones están divididas a cuatro secciones: temas comunes, para bodas, para pastores, y para niños. El segundo libro contiene 354 poemas que fue llamado Erityisiä Lauluja o "Canciones Especiales". Estas canciones están divididas en canciones para chicas, para mujeres, para chicos y para hombres. Hay 60 poemas históricos, romances, leyendas, ballads y poemas épicos en el tercer libro, el cual se llama Virsi-Lauluja o "Himnos". Hay 24 poemas nuevos en el prefacio.
En la  tercera edición del Kanteletar de Lönnrot en 1887 el tercer libro estaba revisado, y entonces contenía 137 poemas. Las ediciones más tardías se adhirieron a la impresión original con la excepción de 10 poemas, los cuales fueron tomados del tercer libro como un apéndice.
La poesía de Kanteletar viene, mayoritariamente, de la Carelia finesa. Los poemas del comienzo del libro vienende las notas que Lönnrot tomó de sus viajes por Lieksa, Ilomantsi, Kitee, Tohmajärvi, Sortavala, Jaakkima y Kurkijoki. Los poemas del tercer libro generalmente fueron recogidos en Rusia y Carelia.

## Recepción

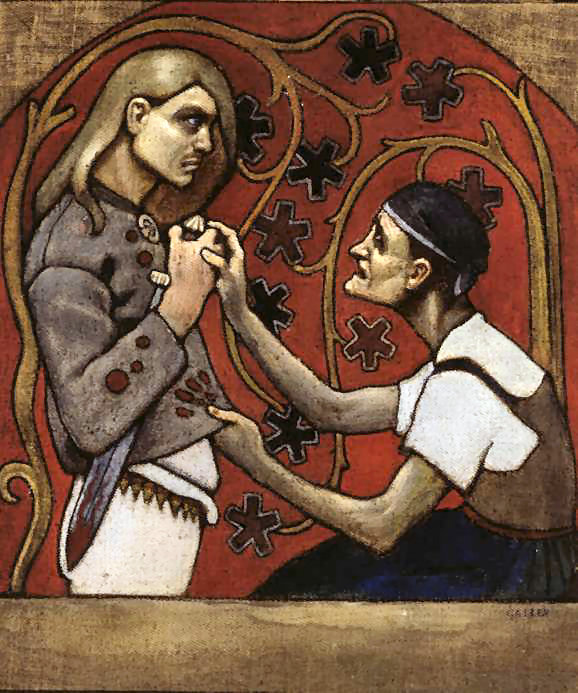
Akseli Gallen-Kallela: El Fratricidio, 1897

El Kanteletar y el Kalevala ha sido utilizados generalmente como fuente de inspiración en las artes. Fueron utilizados como fuente para las letras de las canciones populares finnlandesas además de para la poesía popular. Los poemas con la métrica del Kalevala originalmente habían sido poesía cantada.

### Música
- Mari Kaasinen explicó que el Kanteletar y el Kalevala han sido utilizados como fuente de inspiración para la música de Värttinä.[2]

Por ejemplo, las letras en la canción Niin mie mieltynen (The Beloved, Music: P. Lehti – Words: S. Reiman, trad.)

Onpa tietty tietyssäni,
mesimarja mielessäni.
Lempilintu liitossani,
soriainen suojassani. 

está tomada directamente del 31.º poema del segundo libro. El nombre del poema es Onpa tietty tietyssäni (Estoy pensando en alguien en particular) y ha sido traducido como:

Su imagen está pegada en mi mente 
Mi amado en mi memoria,
 Mi pequeño pájaro vuela junto con mí 
Mi querido, bajo mi ala.

- Akseli Törnudd (1874–1923) escribió sobre veinte canciones basadas en los poemas del Kanteletar , la historia más popular quizás sea la humorística sobre un gato de Viipuri Tuomittu katti ("El Gato Condenado").
- El coro masculino Viipurin Lauluveikot, dirigido por Urpo Rauhala, sacó la canción para el álbum Yhä kohoaa tuttu torni y otras canciones estuvieron grabadas para su colección Te luulette meidän unohtaneen en 2005.
- El grupo de música a cappella Rajaton grabó varias canciones con letras tomadas del Kanteletar.
- El Kanteletar ha sido una fuente de inspiración para las letras de los trabajos corales de Toivo Kuula, Jean Sibelius y Selim Palmgren.
- En 1996, la banda de metal finlandesa Amorphis publicó su tercer álbum Elegy basado en torno a las historias y poemas del Kanteletar.

### Arte visual
- Además de sus pinturas inspiradas en Kalevala, Akseli Gallen-Kallela produjo pinturas basadas en el Kanteletar a finales del siglo XIX.

### Literatura en línea
- El Proyecto Gutenberg añadió el Kanteletar a su colección de libros digitales.

## Literatura
- Kanteletar, elikkä, Suomen kansan vanhoja lauluja ja virsiä (en finés) (18th edición). Helsinki: Suomalaisen Kirjallisuuden Seura. 2005. ISBN 951-746-668-4.
- The Kanteletar. trans. Keith Bosley. Oxford: Oxford University Press. 1992. ISBN 0-19-282862-2.
- Lönnrot ja Kanteletar (en finés). Helsinki: Suomalaisen Kirjallisuuden Seura. 1989. ISBN 951-717-572-8.
- Koponen, Anneli, ed. (1989). Naurut naisten, mielet miesten: Kantelettaren säkeitä elämän arkeen ja juhlaan (en finés). Jyväskylä: Gummerus. ISBN 951-20-5971-1.